# PZL.15
PZL.15 (PZL-15) – projekt dwumiejscowego, jednosilnikowego wodnosamolotu obserwacyjnego, opracowywany w latach 1929-1932 w Państwowych Zakładach Lotniczych.

## Historia
Pod koniec lat 20. XX wieku polska Marynarka Wojenna zainteresowały się możliwością użycia wodnosamolotów bojowych. Jednym z projektów PZL mającym zaspokoić te oczekiwania był projekt wodnosamolotu obserwacyjnego PZL.15. Samolot ten w odróżnieniu od równocześnie zaproponowanych PZL.8 i PZL.9 został zaprojektowany całkowicie od podstaw. W projekcie wykorzystano jednak zespół napędowy, usterzenie ogonowe i skrzydła samolotu PZL Ł.2. Dzięki silnemu uzbrojeniu strzeleckiemu i sporej prędkości PZL.15 przypominał samolot myśliwski. Projekt nie wzbudził zainteresowania wojska i został zarzucony.

## Służba w lotnictwie
Samolot ten nigdy nie wyszedł poza fazę projektu i tym samym nigdy nie służył w lotnictwie.

## Opis techniczny
Dwumiejscowy, jednosilnikowy dolnopłat zastrzałowy. Podwozie samolotu stałe, klasyczne na szeroko rozstawionych pływakach płaskodennych. Skrzydła zwężone przy kadłubie. Silnie uzbrojony: 2 stałe karabiny maszynowe pilota i jeden ruchomy karabin maszynowy obserwatora. Silnik gwiazdowy z pierścieniem Townenda.

## Wersje
- PZL.15 – projekt wodnosamolotu obserwacyjnego.